# Albert Wass

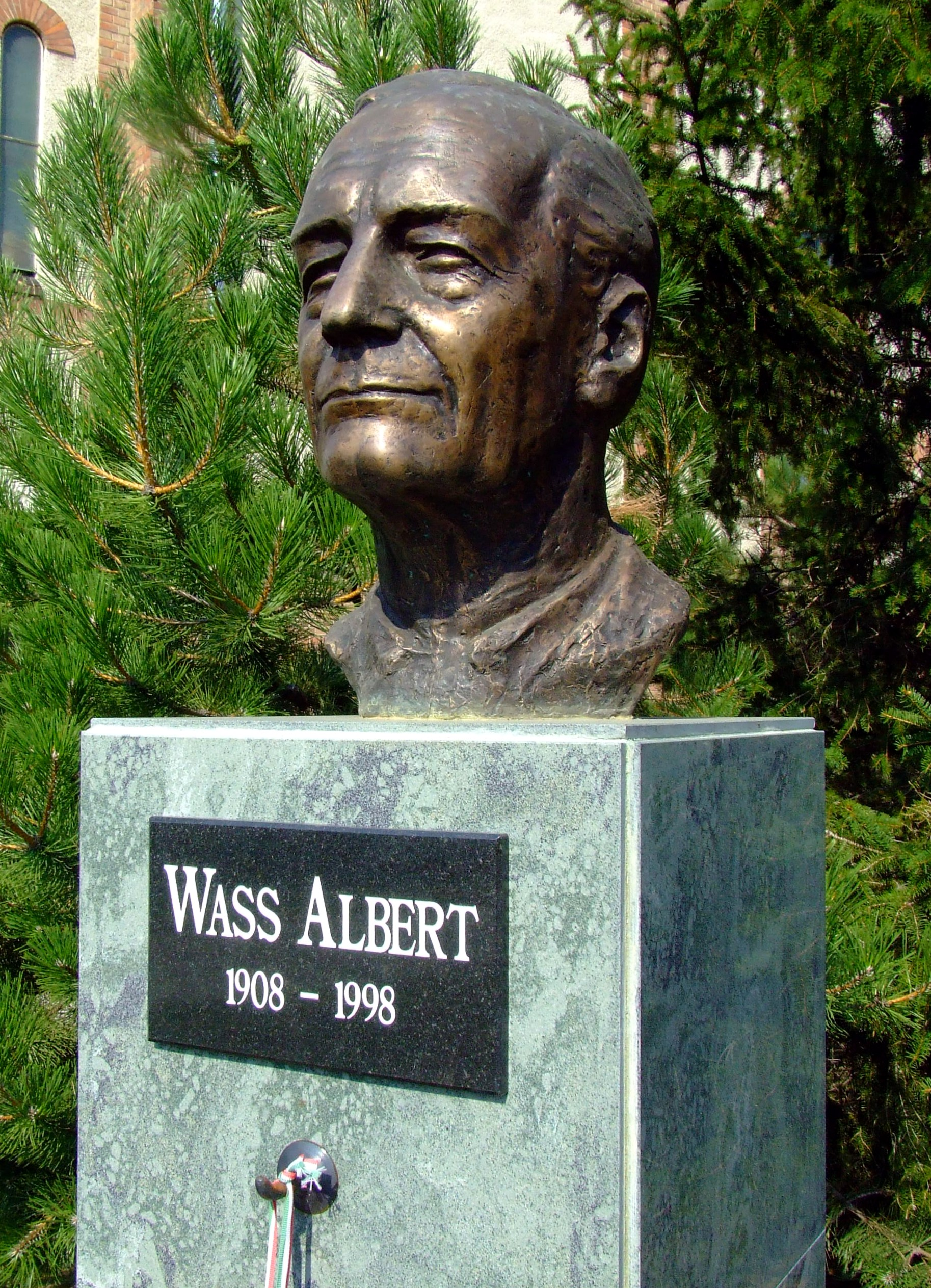
Statuia lui Wass Albert

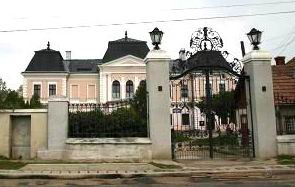
Castelul Bánffy din Răscruci. Aici s-a născut Albert Wass

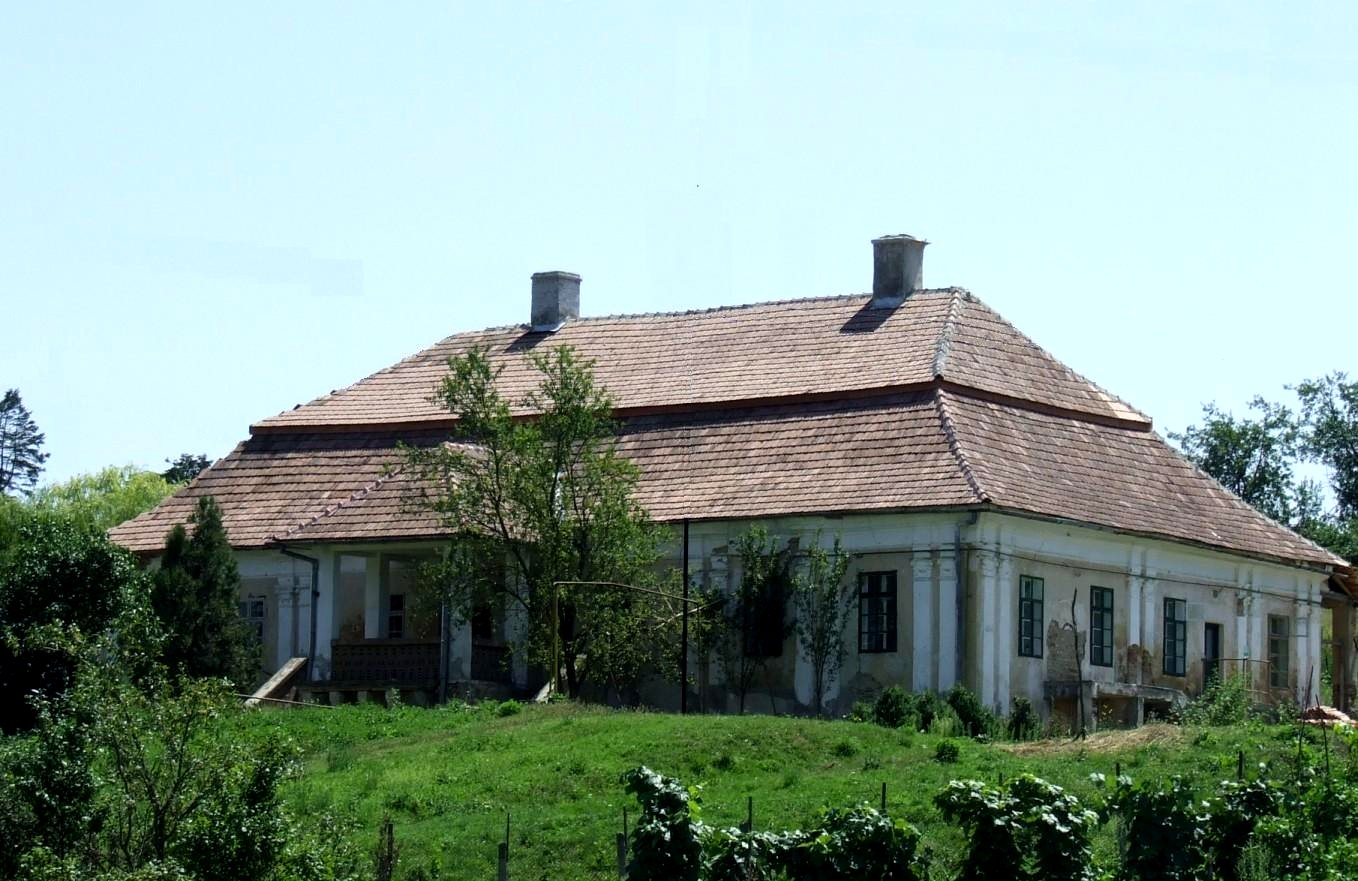
Țaga, Conacul Wass din Țaga, jud.Cluj

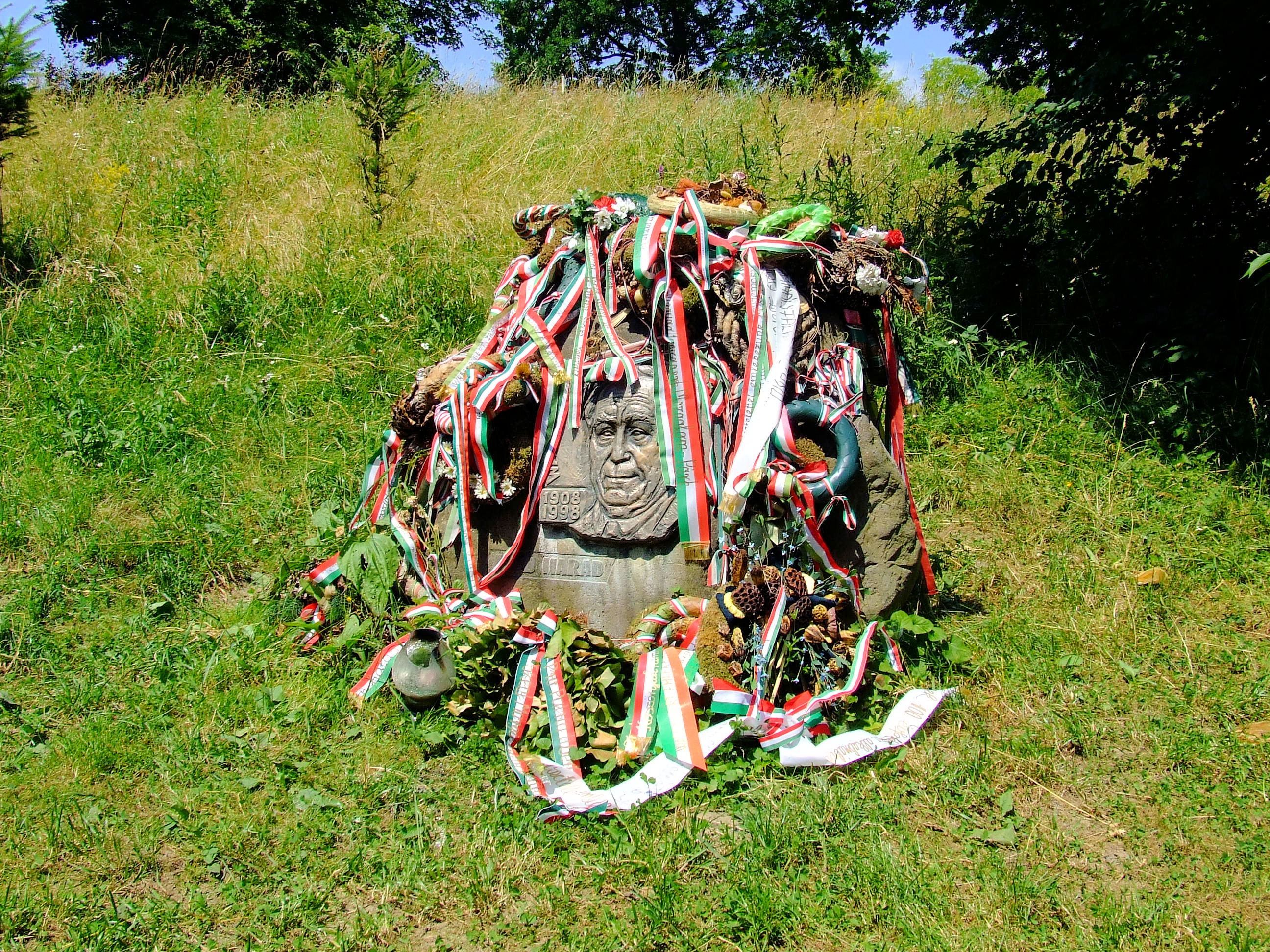
Mormântul lui Albert Wass din comuna Brâncovenești

Albert Wass, conte de Czege și Szentegyed (n. 8 ianuarie 1908, Răscruci, Cluj, Austro-Ungaria – d. 17 februarie 1998, Astor⁠(d), Comitatul Volusia, Florida, SUA) a fost un scriitor maghiar din Transilvania.

## Biografie
S-a născut la Răscruci, Comitatul Cluj (din Austro-Ungaria). A fost fiul lui Endre Wass (1886–1975) și al baronesei Ilona Bánffy de Losonc (1883–1960). A fost un nobil maghiar, deținând titlul de Conte de Czege și Szentegyed, fiind totodată inginer forestier, scriitor și poet.
În perioada ocupării Transilvaniei de Nord din timpul celui de Al Doilea Război Mondial, ca urmare a dictatului de la Viena, prin scrierile sale a fost premiat de înalte instituții academice din Ungaria, fiind numit totodată membru al Academiei Ungare, pentru cunoștințele sale forestiere.
A decedat în urma sinuciderii, la 17 februarie, 1998 în Astor, Florida.

## Helikon
Albert Wass făcea parte din cercul literar Helikon fondat la inițiativa contelui János Kemény în 1926 care a invitat în mod regulat în castelul său din Brâncovenești 28 dintre cele mai proeminente personaje literare maghiare din România. La reuniuni au participat: Lajos Áprily, Mária Berde, Jenő Dsida, Zoltán Jékely, Károly Kós, Aladár Kuncz, József Nyírő, Sándor Reményik, Ferenc Szemlér, Áron Tamási, László Tompa și mulți alții.

## Judecarea și condamnarea
În mai 1946, atât Albert Wass cât și tatăl său Endre Wass, au fost condamnați la moarte în contumacie de Tribunalul Cluj, iar posesiunile le-au fost confiscate, fiind responsabili pentru evenimentele care au avut loc în septembrie 1940, când un locotenent ungur, pe nume Pakucs, a arestat șase locuitori din Sucutard și a executat patru dintre ei (doi români și două evreice) în localitatea Țaga. Albert Wass a fost responsabil și pentru instigarea și provocarea măcelului de la Mureșenii de Câmpie, când soldați unguri, conduși de locotenentul Gergely Csordás, au ucis 11 persoane civile.
Wass este în continuare considerat criminal de război de către justiția din România. La 10 martie 2008, Curtea de Apel Cluj a respins cererea de revizuire formulată de petentul Andreas Wass, în calitate de fiu al condamnatului decedat Albert Wass, împotriva sentinței nr. 1 din 13 martie 1946 a Tribunalului Poporului, prin care acuzații Andrei Wass, Albert Wass și alții au fost condamnați la moarte în contumacie. Albert Wass rămâne condamnat la moarte și prin decizia Înaltei Curți.
Deși este considerat criminal de război, în localitățile majoritar maghiare din Transilvania, dar și în mai multe localități din Ungaria, Albert Wass este omagiat în continuare de maghiari prin statui comemorative. Centrul pentru Monitorizarea și Combaterea Antisemitismului din România (MCA), afiliat la Anti-Defamation League, a protestat față de existența mai multor astfel de statui, sesizând Parchetul de pe lângă Înalta Curte de Casație și Justiție în termenii „Cu deosebită îngrijorare am luat la cunoștință de faptul că statui ale lui Wass Albert, criminal de război condamnat în contumacie în 1946, sunt amplasate în instituții publice sau pe spații cu acces public”.
Fiul său, ofițer superior american, a fost unul dintre coordonatorii militari ai Războiului din Golf, moment după care a fost propus ca Reprezentat al Forțelor Armate Nord Americane pentru Europa de Est (post care i-ar fi conferit multe avantaje acolo), dar decizia a fost anulată, până să fie pus în funcție. În Ungaria și în comunitatea maghiară, Wass este considerat un erou, un mare poet și o victimă a regimului de atunci.

## Opera
- 1934 Farkasverem (Groapa cu lupi) - roman  Arhivat în 21 mai 2008, la Wayback Machine.
- 1940 Csaba (Csaba) - roman
- 1940 Mire a fák megnőnek (Până când vor crește copacii) - roman, prima ediție: editura Révai Kiadó, Budapesta, 1942; ultima ediție: editura Mentor, Târgu Mureș, 1998, ISBN 9739263768; 18 ediții, din care 2 în limba engleză , până în anul 2006,  Arhivat în 21 mai 2008, la Wayback Machine.
- 1940 Jönnek! (Vin!)  Arhivat în 21 mai 2008, la Wayback Machine.
- 1941 A titokzatos őzbak (novellák) (Ciuta misterioasă) - volum de nuvele
- 1941 Csalódás (Dezamăgire) - eseu, publicat în nr 15 al revistei „ ÜNNEP” la 15 august 1941.
- 1943 A kastély árnyékában (La umbra castelului) - roman
- 1943 Egyedül a világ ellen (Singur împotriva lumii) - roman
- 1943 Vérben és viharban (Însângerat în furtună)
- 1944 Tavaszi szél és más színművek ( Vânt de primăvară și alte drame)-dramaturgie
- 1945 Valaki tévedett (novellák 1945-49-ből) (Cineva a greșit) - nuvele din perioada 1945-49  Arhivat în 30 iunie 2008, la Wayback Machine.
- 1945 A költő és a macska (elbeszélések) (Poetul și pisica) - povestiri
- 1947 A rézkígyó (Șarpele de aramă)
- 1949 Zsoltár és trombitaszó – Örökösök (novellák, karcolatok, levelek – posztumusz kisregény 1949-ből)
- 1949 Adjátok vissza a hegyeimet! (Dati-mi muntii înapoi!)  Arhivat în 21 mai 2008, la Wayback Machine.
- 1951 Ember az országút szélén  Arhivat în 21 mai 2008, la Wayback Machine.
- 1952 Elvész a nyom (Se pierde urma )  Arhivat în 24 decembrie 2007, la Wayback Machine.
- 1953 Tizenhárom almafa (Treisprezece meri)
- 1958 Az Antikrisztus és a pásztorok (Antihristul și păstorii)
- 1959 A funtineli boszorkány  Arhivat în 18 ianuarie 2012, la Wayback Machine. Traducere în română de Cornel Câlțea publicată sub titlul Langă Scaunul Domnului de Mentor în 2000.
- 1964 Átoksori kísértetek
- 1965 Elvásik a veres csillag
- 1967 M agukrahagyottak
- 1974 Kard és kasza  Arhivat în 1 septembrie 2011, la Wayback Machine.
- 1975 Magyar örökségünk (Tanulmányok, hátrahagyott novellák, írások, interjúk)  Arhivat în 26 mai 2008, la Wayback Machine.
- 1978 Halálos köd Holtember partján  Arhivat în 21 mai 2008, la Wayback Machine.
- 1985 Hagyaték  Arhivat în 21 mai 2008, la Wayback Machine.
- 1989 Te és a világ (novellák)

- Eliza (scris în limba engleză)
- Igazságot Erdélynek!
- Józan magyar szemmel I-II. (publicisztikák)
- Karácsonyi üzenetek – A temető megindul
- Magyar pólus (Újabban fölkutatott versek, novellák, tárcák, közéleti írások, interjúk és levelek)
- Népirtás Erdélyben

- Hűség bilincsében
- Hanky tanár úr
- Se szentek, se hősök
- A szikla alatti férfi
- A sólyom hangja
- Csillag az éjszakában
- Black Hammock
- Magyar Számadás
- Nem nyugaton kel fel a nap
- Voltam

Poezii, basme
- 1927 Virágtemetés (versuri)
- 1942 Tavak könyve (mese)

Tókirály és szile (Tavak könyve mesesorozat 1.)
A bölcs bölömbika (Tavak könyve mesesorozat 2.)
Évszakok teremtése (Tavak könyve mesesorozat 2.)
Csupafej, a jégmadár (Tavak könyve mesesorozat 4.)
Csámpás, a kis ruca (Tavak könyve mesesorozat 5.)
- 1947 A láthatatlan lobogó (versuri)
- 1946 Erdők könyve (mese)

Mese az erdőről (Erdők könyve sorozat 1.)
Bulámbuk (Erdők könyve sorozat 2.)
A vén gombacsináló (Erdők könyve sorozat 3.)
Éjjeli pávaszem (Erdők könyve sorozat 4.)
A kis szürke nyúl (Erdők könyve sorozat 5.)
A mátyás és az őz meséje (Erdők könyve sorozat 6.)
- 1971 Válogatott magyar mondák és népmesék  Arhivat în 11 ianuarie 2012, la Wayback Machine.

A hunok útra kelnek (Hun mondák könyve sorozat 1.)
Isten kardja (Hun mondák könyve sorozat 2.)
Emese álma (Magyar mondák könyve sorozat 1.)
Vérszerződés (Magyar mondák könyve sorozat 2.)
Szerencsés Pista (Válogatott magyar népmesék sorozat 1.)
A zenélő ezüst kecske (Válogatott magyar népmesék sorozat 2.)
A legkisebbik királyfi és a táltos paripa (Magyar népmesék sorozat 3.)
A zöldszakállú király fia (Magyar népmesék sorozat 4.)
Okos Kata (Magyar népmesék sorozat 5.)
A hét holló (Magyar népmesék sorozat 6.)
A repülő kastély

## Amintirea

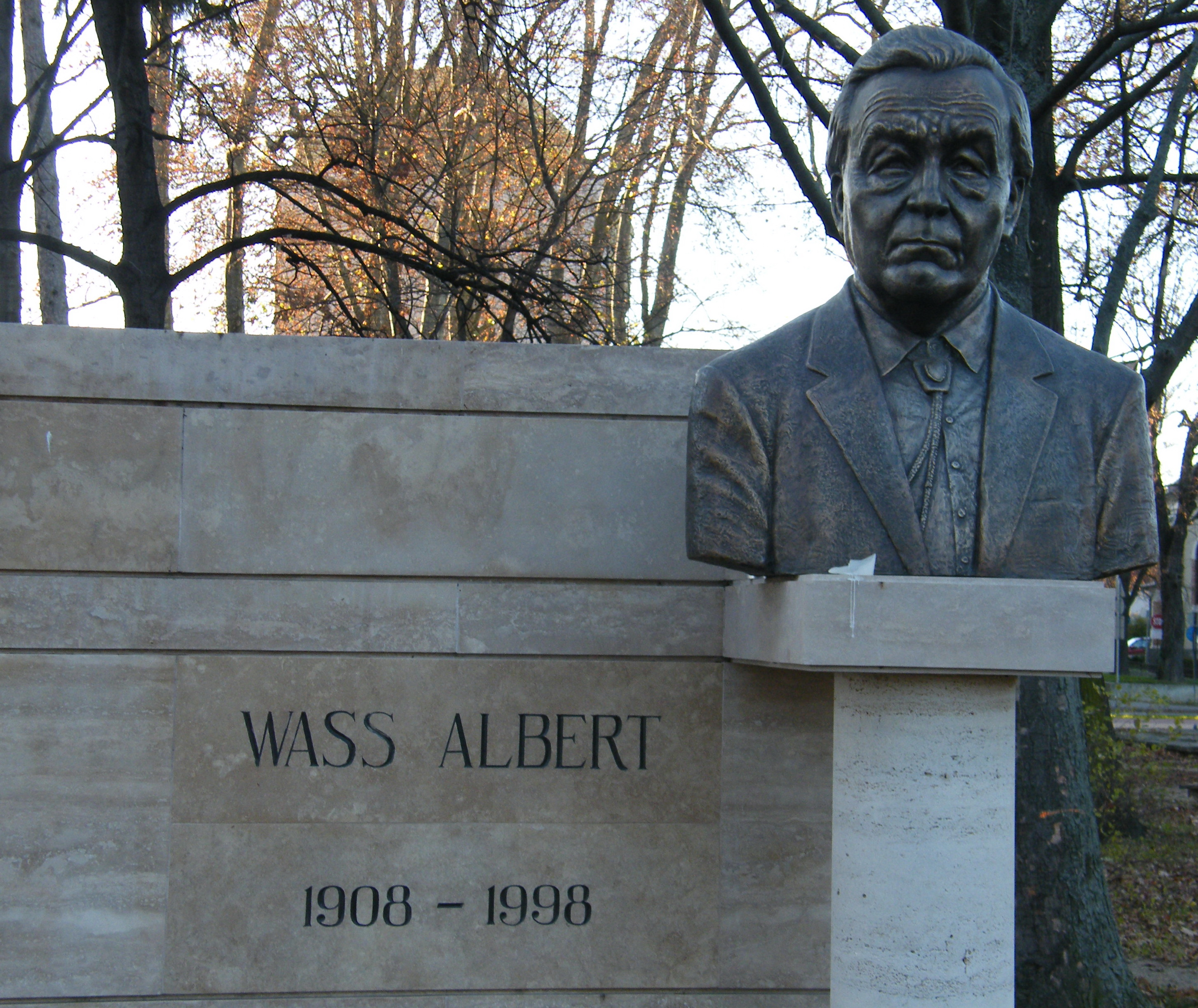
Statuia lui Albert Wass din Zalaegerszeg
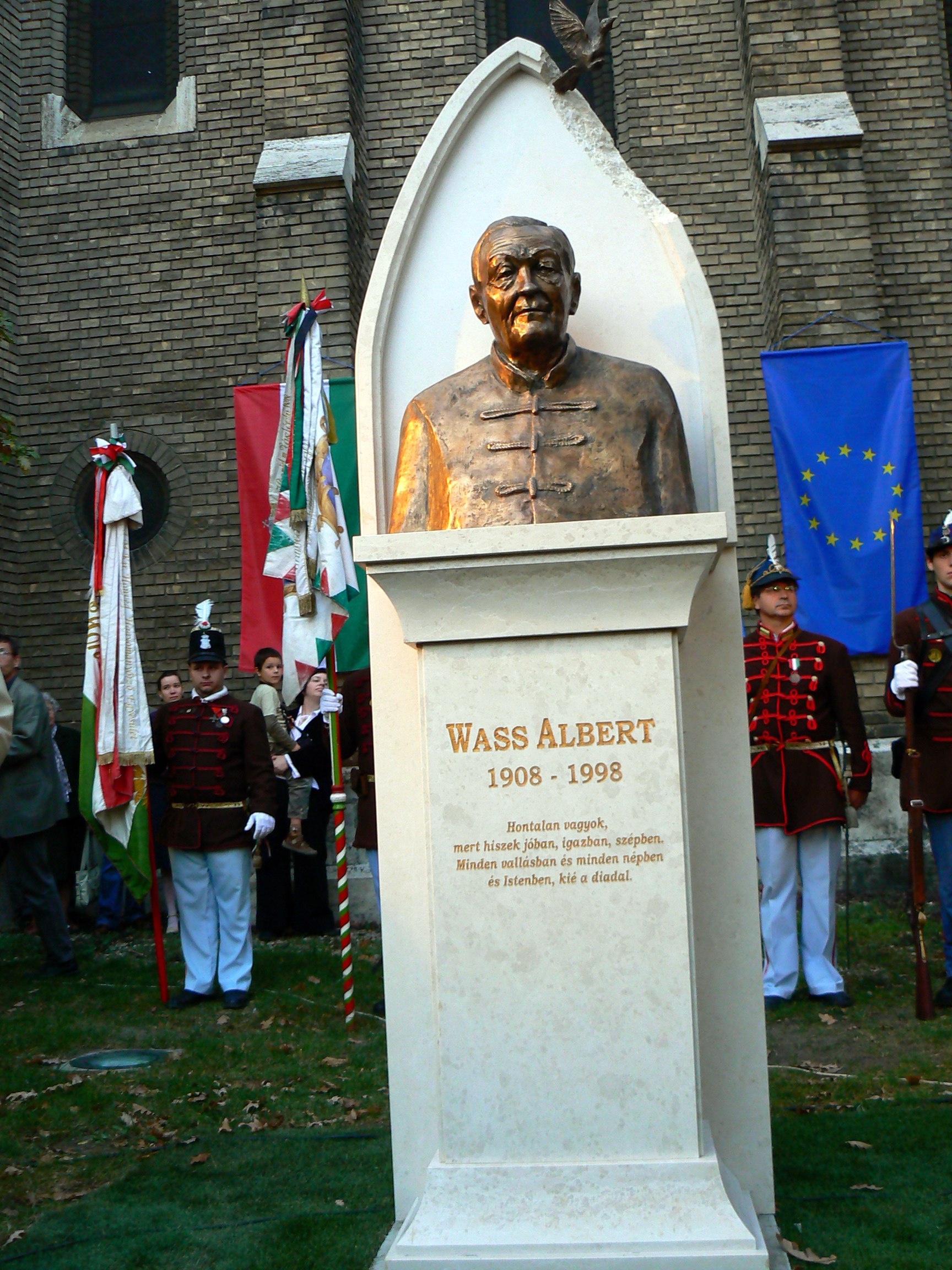
Statuia lui Albert Wass din Szeged
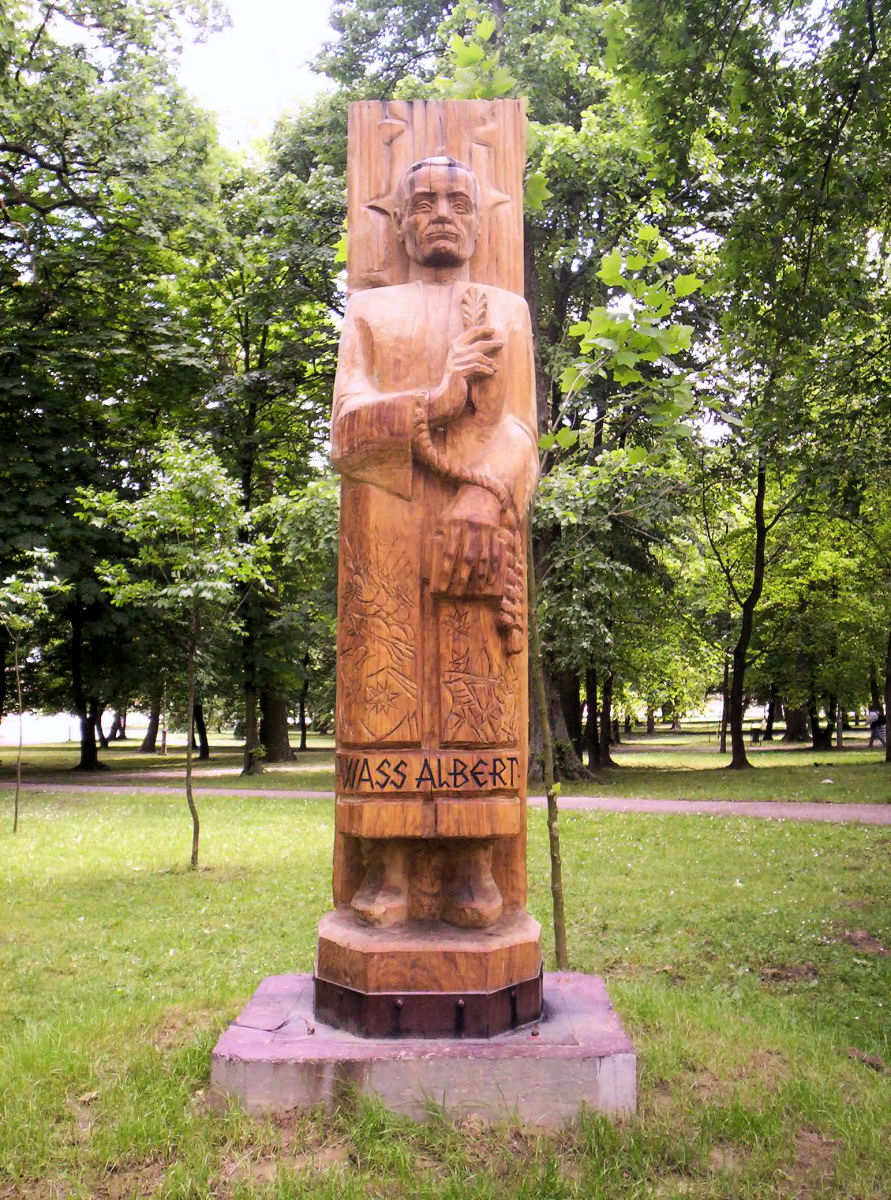
Statuia lui Albert Wass din Harkány
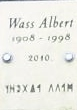
Placa mortuară, scrisă cu caractere latine și secuiești, în cimitirul din Eger
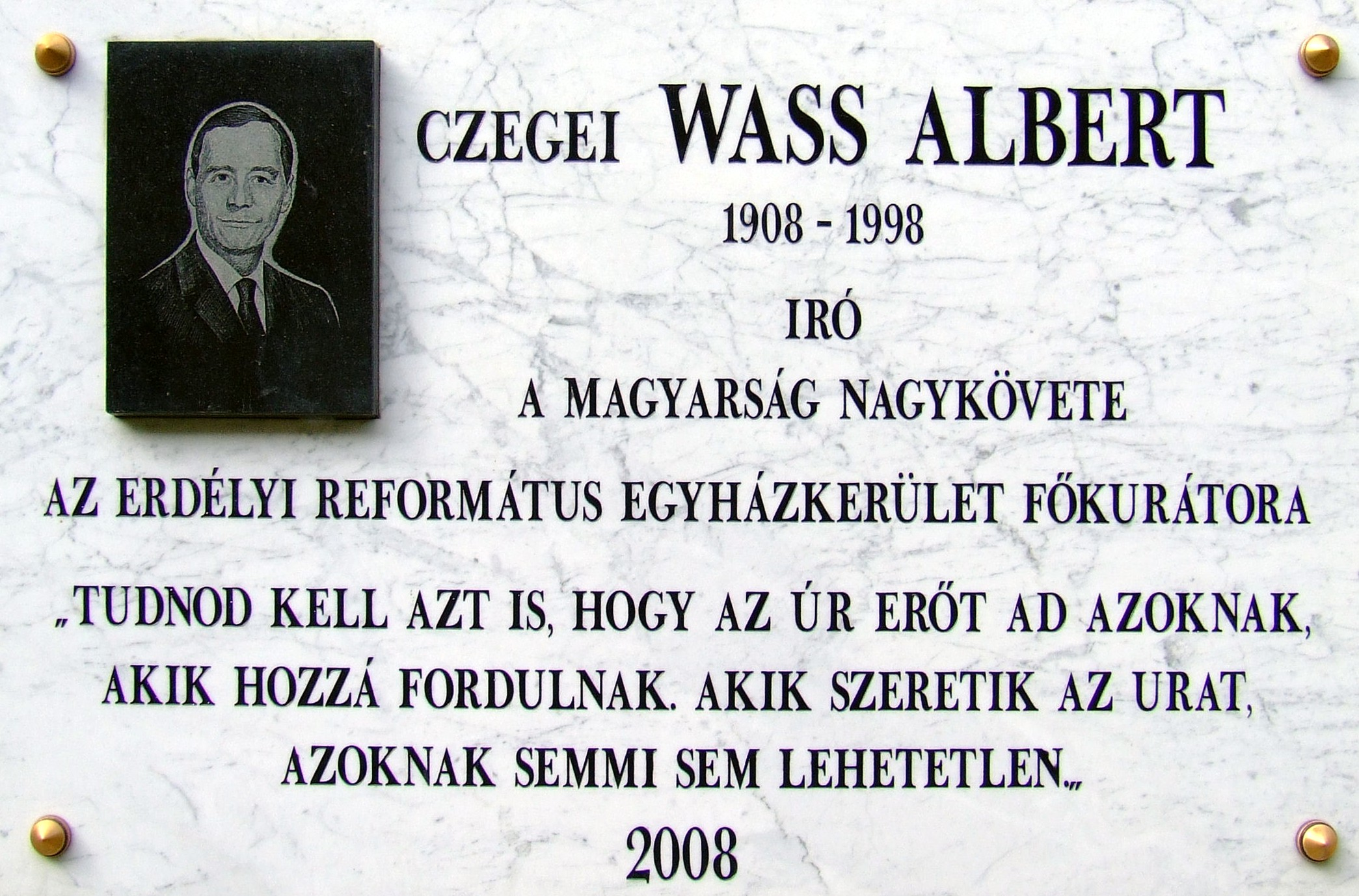
Placă comemorativă pe zidul bisericii reformate din Kőbánya